# Вітаутас Лалас
Вітаутас Лалас (англ. Vytautas Lalas, нар. 21 липня 1982) — відомий стронгмен з міста з Мажейкяй, Литва. В даний час проживає в Дубліні, Ірландія.

## Стронґмен
У 2005 році виграв титул стронґмен-чемпіона серед юніорів, а вже у 2010 — титул Найсильнішої людини Литви.
8 серпня 2010 переміг у змаганнях Гіганти Наживо! у Польщі, що в свою чергу дозволило йому кваліфікуватися на змагання Найсильніша Людина Світу в Сан-Сіті, Південна Африка. Однак Вітатуас не зміг пробитися у фінал змагання.
В 2011 році він знову брав участь у змаганні Велетні НаЖиво! цього разу вже у Лондоні. Там Вітатуас посів третє місце. що знову дозволило йому пробитися на Найсильнішу Людину Світу у місті Вінгейт, Північна Кароліна. Тоді Лалас вийшов у фінал, а в загальному заліку посів шосте місце.
12 червня 2011 переміг в Чемпіонській Лізі Ломусів Фінляндії і посів друге місце у SCL 2011.
На Найсильнішій Людині Європи посів друге місце і це дозволило йому брати участь у Найсильнішій Людині Світу 2012, де він вінішував другим за литовцем Жидрунасом Савіцкасом.
На тій же Найсильнішій Людині Світу 2012 встановив світовий рекорд з присідання зі штангою, зумівши присісти 11 разів з вагою 340 кілограм.
У 2013 році зайняв перше місце на Арнольд Стронґмен Класік в місті Колумбус, штат Огайо. 13 квітня 2013 Лалас також виграв турнір силачів «Ліга чемпіонів FIBO» в Німеччині.